# Altopiano del Bajkal Settentrionale
L'altopiano del Bajkal Settentrionale (in russo Северо-Байкальское нагорье?, Severo-Bajkal'skoe nagor'e; in buriato: Хойто-Байгалай хадалиг газар), o altopiani del Nord-Bajkal, è un sistema di massicci di media montagna e creste piatte nella regione a nord-est del lago Bajkal, nel territorio dell'oblast' di Irkutsk e della Buriazia (Russia).
I monti dell'Angara Superiore delimitano gli altopiani a sud e l'altopiano del Patom li separa dalla valle del Vitim. Fanno parte degli altopiani i monti Synnyr. La vetta più alta è il golec Injaptuk (2 578 m). 
I rilievi sono composti da rocce metamorfiche, intruse da graniti. Le creste più alte portano tracce di glaciazione. I pendii delle montagne sono ricoperti dalla taiga di larici che in alta quota lasciano il posto alla tundra montana.
Tutti i fiumi degli altopiani del Nord-Bajkal appartengono ai bacini del Bajkal e della Lena. I fiumi maggiori sono: Čaja (353 km), Čečuj (231 km), Minja (176 km), Mogol' (162 km), Okunajka (155 km), Kutima (141 km), Tyja (125 km), Domugda (104 km) e Čerepanicha (97 km).